# 古典纳瓦特尔语
古典纳瓦特尔语有时也被简称为阿兹特克语或纳瓦特尔语，指16世纪西班牙征服阿兹特克帝国前后于墨西哥谷地起通用语效用的各纳瓦特尔语变体，都是黏着语。在随后的时代，古典纳瓦特尔语的地位逐渐为西班牙语所代替，并发展为现代的纳瓦语族诸语言。
尽管被视同绝迹语言，古典纳瓦特尔语仍凭借许多由纳瓦人及西班牙人所转录的书面材料而得以以拉丁字母的形式流传至今。

## 分类
古典纳瓦特尔语属于犹他－阿兹特克语系的纳瓦语族，被划为纳瓦特尔语的中部方言，和现代墨西哥谷地通用的纳瓦特尔语方言联系紧密。有猜测指，16世纪至17世纪的古典纳瓦特尔语书面文献表明该语言属于当时的一种较为著名的社会方言，即这些文献所显示的古典纳瓦特尔语形式，更像是当时阿兹特克贵族（pīpiltin）所特别使用的一种方言，而当时阿兹特克平民（mācēhualtin）使用的是其他变体方言。

## 语音

### 元音
|    | 前    | 后    |
| -- | ----- | ----- |
| 闭 | i, iː | o, oː |
| 中 | e, eː | o, oː |
| 开 | a, aː | a, aː |

### 辅音
|        | 唇音 | 齿音 | 齿音 | 硬颚音 | 软腭音 | 软腭音 | 声门音 |
| 中央音 | 唇音 | 边音 | 普通 | 硬颚音 | 唇音化 |        | 声门音 |
| ------ | ---- | ---- | ---- | ------ | ------ | ------ | ------ |
| 鼻音   | m    | n    |      |        |        |        |        |
| 塞音   | p    | t    |      |        | k      | kʷ     | ʔ      |
| 擦音   |      | s    |      | ʃ      |        |        | ʔ      |
| 塞擦音 |      | ts   | tɬ   | tʃ     |        |        |        |
| 近音   |      |      | l    | j      |        | w      |        |

### 韵律
古典纳瓦特尔语常重读倒数第二个音节，但在使用呼格的场合下是个例外。男子发言使用呼格时，常用后缀“-e”，此时应重读末位音节，例如正常情况下的“Cuāuhtliquetzqui”（雕战士），重读下划线的倒数第二位音节，但在使用呼格时成为Cuāuhtliquetzqué（“嘿，雕战士”），就重读下划线的末位音节。女子使用呼格时，常重读末位音节，不添加后缀“-e”。“Oquichtli”（男子），应用呼格时为“Oquichtlí”（“嘿，先生”）。

### 语音组合
纳瓦特尔语中最复杂的音节为CVC式组合（辅音-元音-辅音），亦即每个音节的首末分别只能至多有一个辅音音素。辅音群只允许出现在词中，纳瓦特尔语常采用插入音（通常为/i/）或直接忽略的方式跳过这个约束。本着这样的目的，“tl”/tɬ/同其他塞擦音一样被视作一个单独的音素。并不是所有的辅音都能和其一样既能出现在音节中，也能出现在音节末。

### 形态音位学
古典纳瓦特尔语语素的音韵在特定的环境下可能有变化，这取决于邻位语素的音位或其在词汇中所处的相对位置。

#### 语音同化
当语素结尾为辅音，且其后接以辅音为首的语素时，两个首尾相接的辅音将出现语音同化的现象。
| ch | + | y  | → | chch | 例：oquich-(tli)（男子）+ -yō-(tl)（名词后缀） → oquichchōtl（英勇） |
| l  | + | tl | → | ll   | 例：cal-（房屋）+ -tli（通格后缀） → calli（房屋）                   |
| l  | + | y  | → | ll   | 例：cual-(li)（好） + -yō-(tl)（名词后缀） → cuallōtl（善良）        |
| x  | + | y  | → | xx   | 例：mix-(tli)（云） + -yoh（覆于…中） → mixxoh（多云）               |
| z  | + | y  | → | zz   | 例：māhuiz-(tli)（畏惧） + -yō-(tl)（名词后缀） → māhuizzōtl（敬意） |

几乎所有双写辅音都是上述语音同化现象造成的。同一语素中出现的双写辅音十分罕见，例如动词“-itta”（看见）。

## 语法

### 词汇
纳瓦特尔语的词汇可依职能分为三类：名词、动词和小品词。形容词并非不存在，但是一般来说它们的职能更贴近名词，且大部分形容词都来源于动词或名词词根，例外极少。副词极少，常被划为小品词。

#### 名词
名词可依据两种不同标准分别划分为两类：
- 所有性：所有和非所有相对
- 数性：单数和复数相对

名词也可依据是否存在单复数形式分为有生命与无生命两类，其中无生命名词不存在复数形式，但是在现代纳瓦特尔语大部分方言中，许多两类名词都存在复数形式。纳瓦特尔语的名词词汇学大多关于后缀，但是也有一些不规则的形式存在。

##### 所有性
非所有名词常带有“通格后缀”，元音后写作“-tl”（如ā-tl，水），辅音后写作“-tli”。有些名词缀有不规则的形式“in”（mich-in，鱼）。这些后缀在派生词汇中将会脱落，如tōch-calli（兔子洞），mich-matlatl（渔网）。所有名词不使用通格后缀。

##### 数性
- 通格单数后缀有两个基本形式：-tl/tli，-lin/-in，部分不规则名词没有后缀。
- 通格复数后缀有两个基本形式：-tin，-meh或简短如声门塞音-h。有些词汇的复数形式会将原形中的第一个或第二个音节复写，短元音变长。
- 所有名词单数形式有两个基本形式：-uh（元音后）或-Ø（辅音后）。
- 所有名词复数形式的基本形式：-huān。

只有有生命名词存在复数形式，其中包括大部分存活的物种，但也有无生事物如tepētl（山），citlālin（星星）等也被视作有生命名词。
|        | -h              | -tin                 | -meh            |
| ------ | --------------- | -------------------- | --------------- |
| 复写   | teōtl, tēteoh   | tōchtli, tōtōchtin   | Never occurs    |
| 不复写 | cihuātl, cihuāh | oquichtli, oquichtin | michin, michmeh |

复数的规则并非一成不变，许多情况下的不同形式证明了其不确定性。

##### 变化举例
| 带通格后缀单数 | cihuātl（女子，妻子） | oquichtli（男子，丈夫） | totōlin（土鸡）    | tlācatl（人）      |
| 带通格后缀复数 | cihuāh                | oquichtin               | totōlmeh           | tlatlācah          |
| 所有名词单数   | nocihuāuh “我的妻子”  | noquich “我的丈夫”      | nototōl “我的火鸡” | notlācauh “我的人” |
| 所有名词复数   | nocihuāhuān           | noquichhuān             | nototōlhuān        | notlācahuān        |

##### 所有名词前缀
| 第一人称单数 | no-（我的）            |
| 第二人称单数 | mo-（你的）            |
| 第三人称单数 | ī-（他的／她的／它的） |
| 第一人称复数 | to-（我们的）          |
| 第二人称复数 | anmo-（你们的）        |
| 第三人称复数 | īn-（他们的）          |
| 不明所有者   | tē-［某（些）人的］    |

- 例如：nocal（我的房子）。

其他名词变化形式还包括：
尊称后缀-tzin：
cihuā-tl（女子）+ tzin+ tli（通格后缀） = cihuātzintli［女士（尊称）］

##### 派生后缀
- -tia缀于某名词后将其变为动词，意为“提供某物”或“成为某物”；
- -huia 缀于某名词后将其变为动词，意为“使用某物”或“提供某物”；
- -yōtl 缀于某名词后，表抽象或集体含义；
  - 此后缀有时也意指其为拥有者的一部分而非仅为占有。例如nacatl（肉）的所有形式nonac和nonacayo都有“我的肉”的含义，但是前者用于指某人将要食用的肉，而后者指某人身体上的肉。这种现象被称为“不可分割后缀”“整体后缀”或“系统所有后缀”[3]。
- -yoh 缀于某名词后，表“充满”“布满”含义。

#### 动词
古典纳瓦特尔语动词常缀有前缀，以和句子的主语、单复数和宾语相吻合。动词也存在时态和体的变化。以下是三种句式，皆仅含有唯一词汇，包括名词性谓语判断句、不及物动词句和及物动词句。
- ticihuātl（“你是女人”，cihuātl即“女子”）
- ticochi（“你睡觉”，-cochi即不及物动词“睡觉”的现在时形式）
- ticochih（“我们睡觉”，-cochi即不及物动词“睡觉”的现在时形式）
- tiquimittah（“我们看到了他们”，-itta-即及物动词“看到”的现在时形式）

值得注意的是前缀ti-在动词无后缀时意为“你”，但在词尾缀有-h时，意思就变为了“我们”。
从以上例子可以看出，动词主干和其论元前后缀组合规则如下：
- 主语前缀 + 宾语前缀 + 动词主干 + 'h'（例如ti-quim-itta-h，“我+他们+看到+复数形式”意为“我们看到了他们”）

对于动词的直接论元修饰，也就是主语和宾语前缀等，仅出现于动词界限内。如果形式上无区分的直接和间接宾语同时存在，只有其中之一将缀于动词之前。
其他屈折形式会有选择地被表记于动词，例如方位格。其他屈折形式还包括应动态和使役态等，皆属于配价变更的范畴，也就是对动词联系论元的数量的变更，或是将不及物变为及物、及物变为双及物的形式。

##### 动词论元前缀
|              | 主               | 宾                          |
| ------------ | ---------------- | --------------------------- |
| 第一人称单数 | ni-              | -nēch-                      |
| 第二人称单数 | ti-              | -mitz-                      |
| 第三人称单数 | Ø-               | -qui-                       |
| 第一人称复数 | ti (+ verb +) -h | -tēch-                      |
| 第二人称复数 | an (+ verb +) -h | -amēch-                     |
| 第三人称复数 | Ø- (+ verb +) -h | -quim-                      |
| 不定         |                  | -tē-（某人）；-tla-（某物） |

##### 时态及体貌前后缀
- 现在时态：无后缀。
- 惯常体：-ni；niquittāni（“我常看到他”），nipēhuāni（“我常开始”）；
- 完成体: -c/h/?/Ø；(ō)niquittac（“我看到他了”），ōnipēuh（“我开始了”）；
  - “ō-”前缀意在强调过去动作影响现在的结果，在神话和历史故事中很常见。
- 将来体：-z；niquittaz（“我将看到他”），nipēhuaz（“我将开始”）
- 未完成时：-ya；niquittāya［“我看到他（未结束）”］，nipēhuāya［“我开始了（仍未结束）”］
- 非已然语气：-zquiya；niquittāzquiya（“我本会看到他”），nipēhuazquiya（“我本已开始了”）
- 过去完成时：-ca；niquittaca（“我此前已经看到他了”），nipēuca（“我此前已开始了”）
- 祈愿语气：-cān；niquittacān（“希望我能看到他”），nipēucān（“希望我能开始”）
- 训诫体：-(h)tin；niquittatin（“不要让我看到他”），nipēucatin（“不要让我开始”）[4]

##### 应动态
应动语态可以为动词增加一个额外的论元，这个论元可以应用于施益格、受害格等，用后缀-lia表示。
- niquittilia（“我为他看到它了”）

##### 使役态
使役态同样可以为动词增加一个额外的论元，这个论元是主语令动作发生在它身上的某个对象，用后缀-tia表示。
- niquittatia（“我让他看到它了”）

##### 未指明主语／被动
“未指明主语”又被部分学者称为“被动”，可为动词移除宾语，表达非特指含义，并将主语论元转化为动作的承受者，用后缀-lo或-hua表示。
- quitta（“看到它”）+ -lo= quittalo（“它被看到”）
- miqui（“他死”） + hua = micohua（“有人死了”）

##### 方向词缀
指示功能：
- -on- （远离说话者）
  - on+ tlahtoa（说话） = ontlahtoa（他向那里说话）
- -huāl-（靠近说话者）
  - huāl+ tlahtoa（说话） =  huāllahtoa（他向这里说话）

内向：
- 未完成：-qui （靠近说话者以……）
  - qui + itta（看） + qui ="quittaqui（“他到这里来看它”）
- 完成：-co（已经靠近说话者以……）
  - qui + itta（看） + co =quittaco（“他已经到这里来看它了”）

外向：
- 未完成：-tīuh（远离说话者以……）
  - qui + itta（看） + tīuh ="quittatīuh（“他到那里来看它”）
- 完成：-to（远离说话者以……）
  - qui + itta "to see" + to =quittato（“他已经到那里来看它了”）

##### 动词派生名词
许多后缀可将动词变为派生名词：
- -lli将动词被动化变为某类名词；
  - tla（某物） + ixca（烤） + l + tli = tlaxcalli（某些被烘烤的事物）
  - tla + ihcuiloa（写／画） + l - tli = tlahcuilolli（经书／画作）

- -liztli将动词化为抽象名词；
  - miqui（死） + liztli = miquiliztli（死亡）
  - tlahcuiloa（写作） + liztli = tlahcuiloliztli（写作概念）

- -qui将动词化为施事格名词；
  - ichtequi（偷窃） + qui = ichtecqui（盗贼）
  - tlahuāna（喝醉） + qui = tlahuānqui（醉汉）

- -ni将动词化为惯常格名词；
  - cuacua（咬） + ni = cuacuāni（好咬人者）
  - tla-（某物） + ihtoā（说） + ni = tlahtoāni（好说话者）

##### 动词组合
两个动词可以通过“-ti-”连接，成为组合动词。

##### 关系名词和方位词
方位和其他事物关系可以用关系名词表达；也存在一些方位后缀。

##### 名词并合
古典纳瓦特尔语常用名词并合，各种种类事物都可以并合。
- 身体部位
- 手段
- 实体

### 句法
小品词in在纳瓦特尔语句法中十分重要，被当作一种定冠词使用，也用作连接主句和从句的连词或是指示作用词等。

#### 非组合性
古典纳瓦特尔语被视作一种非组合性语言，允许多种不同词序，甚至是破碎的名词词组也可以成句。

#### VSO基本语序
古典纳瓦特尔语的基本语序是动词前置，一般被视作VSO（谓-主-宾）语序，但部分学者认为其属于VOS（谓-宾-主）语序。但由于纳瓦特尔语的非组合性，事实上所有语序都适用，不同的语序有不同的实际意义，如主次关系等。

#### 名词作谓语
古典纳瓦特尔语的重要特点是任何名词都可以作为独立谓语适用，例如calli（房屋）作谓语适用时，意为“（它）是个房子”。
作为谓语，名词可以使用不带时态屈折的动词主语前缀，因此nitēuctli（“我是领主”）包含第一人称单数前缀ni。同样地，tinocihuāuh（你是我的妻子）包含第二人称单数前缀ti。

### 计数系统

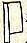
20

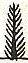
400

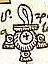
8000

古典纳瓦特尔语使用二十进制计数法，在纳瓦特尔象形文字中，20，400和8,000分别用旗帜、羽毛和包裹表示。序数词后缀是ic或inic，缀于数次后。
纳瓦特尔语使用量词，和汉语相似。

#### 基本数字
| 1    | cē              | 前缀形式是cem-或cen-。                         |
| 2    | ōme             | 前缀形式是ōm-或ōn-。                           |
| 3    | ēyi/yēi/ēi/yēyi | 前缀形式是(y)ē-或(y)ēx-。                      |
| 4    | nāhui           | 前缀形式是nāhu-/nāuh-。                        |
| 5    | mācuīlli        | 源于māitl（“手”）。                            |
| 6    | chicuacē        | chicua- "5" + cē "1"                           |
| 7    | chicōme         | chic- "5" + ōme "2"                            |
| 8    | chicuēyi        | chicu- "5" + ēi "3"                            |
| 9    | chiucnāhui      | chiuc- "5" + nāhui "4"                         |
| 10   | mahtlāctli      | 源于māitl（手） + tlāctli（躯干）              |
| 15   | caxtōlli        |                                                |
| 20   | cēmpōhualli     | 源于cēm- "1" + pōhualli（计数，来自动词pōhua） |
| 400  | cēntzontli      | 源于cēn- "1" + tzontli（毛发）                 |
| 8000 | cēnxiquipilli   | 源于cēn- "1" + xiquipilli（包裹）              |

#### 数字组合
20的整数次幂数使用基本数字的前缀形式加上另外一个特定数字的组合词表示，被表示数字是二者的乘积，如ōmpōhualli "40" (2×20)，mahtlāctzontli "4,000" (10×400)，nāuhxiquipilli "32,000" (4×8,000)。
11至14，16至19，21至39等用相对小的数字前缀和大数的组合词来表示，多个数字的和即为被表示数字，如mahtlāctli oncē "11" (10+1)，caxtōlonēyi "18" (15+3)，cēmpōhualmahtlāctli omōme "32" (20+10+2)，cēntzontli caxtōlpōhualpan nāuhpōhualomōme "782" (1×400+15×20+4×20+2)。

#### 量词
根据所计量的物品，纳瓦特尔语使用不同的量词：
- -tetl字面意思是“石头”，表示又小又圆的物体；
- -pāntli用于计算排、列；
- -tlamantli用于计量可折叠、可堆叠的物体；
- -ōlōtl字面意思是“玉米棒”，用于计量圆形或长方形的物体

量词的选定规则并不严格。

## 书写系统
在西班牙征服之际，阿兹特克人大多使用象形符号为主、形意符号为补充的书写系统来表记纳瓦特尔语，有时也根据需要使用音节等价符号。西方早期的阿兹特克历史文化研究人迭戈·杜兰曾记录道，阿兹特克传统的手抄本工艺者（tlacuilos）在使用这种传统的符号系统表记拉丁文祈祷词时捉襟见肘。这种传统的符号表记系统足够用以记录家谱、天文研究和贡品名单等材料，但他并不能完整地表记口头语言的全部词汇，这一点上同近邻玛雅文字相比有所欠缺。
西班牙人引入了拉丁字母，起初用于大量记录阿兹特克人的散文诗歌作品，作为对当时当局焚毁上千本阿兹特克手抄本文献的补救。纳瓦特尔语所使用的拉丁字母书写系统中，包含四个带有长音符号的元音字母ā、ē、ī、ō。<b>和<k>等字母仅用于表记外来语，如Francitlān（法国）。
纳瓦特尔语常用的字母如下：
注解：
- 标星号（*）者不存在大写形式，除非表记外来语。
- 同西班牙语，/k/的音节使用⟨c⟩表记，但是在⟨i⟩或⟨e⟩前使用⟨qu⟩。同样地，/s/记作⟨z⟩，但是在⟨i⟩或⟨e⟩前写作⟨c⟩。但是，/ts/一律写作⟨tz⟩。
  - 古典纳瓦特尔语中的/s/和当时的近代西班牙语中的“s”/s̺/差别较大，而和当时的“z”/s̻/比较相似。这也就解释了为什么古典纳瓦特尔语使用⟨z⟩和⟨c⟩而不使用⟨s⟩。
- ⟨x⟩用于表记/ʃ/，和近代西班牙语相似。
- ⟨cu⟩和⟨hu⟩分别用于表记/kʷ/和/w/；在音节末倒写为⟨uc⟩和⟨uh⟩。
  - 纳瓦特尔语不存在/u/音，⟨u⟩仅同其他字母组合出现。
- ⟨h⟩表示声门塞音。

## 文学用途
纳瓦特尔语文学较为发达，或是整个美洲原住民文学中最发达的，包括大量的诗歌。《伟大一刻》（Huei tlamahuiçoltica）是早期纳瓦特尔语文学作品的典范之一。
1611年，《卡斯蒂利亚语－墨西哥语指南词典》（Vocabulario manual de las lenguas castellana y mexicana）正式出版，《世界数字图书馆》称之为“最为重要、重印次数最多的西班牙语纳瓦特尔研究作品”。
现今，不少支持原住民主义（indigenismo）的墨西哥黑金属音乐团体使用过古典纳瓦特尔语，包括库库尔坎（Kukulcan）、特拉特奥托卡尼（Tlateotocani）和灭绝司令部（Comando de Exterminio）等等。

## 参加
- 阿兹特克手抄本
- 犹他－阿兹特克语系

### 文献
- Arenas, Pedro de: Vocabulario manual de las lenguas castellana y mexicana. [1611] Reprint: México 1982
- Carochi, Horacio: Arte de la lengua mexicana: con la declaración de los adverbios della. [1645] Reprint: Porrúa México 1983
- Curl, John: Ancient American Poets. Tempe AZ: Bilingual Press, 2005.（页面存档备份，存于）
- Garibay, Angel Maria : Llave de Náhuatl. México 19??
- Garibay, Angel María, Historia de la literatura náhuatl. México 1953
- Garibay, Angel María, Poesía náhuatl. vol 1-3 México 1964
- Humboldt, Wilhelm von (1767-1835): Mexicanische Grammatik. Paderborn/München 1994
- Karttunen, Frances, An analytical dictionary of Nahuatl. Norman 1992
- Karttunen, Frances, Nahuatl in the Middle Years: Language Contact Phenomena in Texts of the Colonial Period. Los Angeles 1976
- Launey, Michel : Introduction à la langue et à la littérature aztèques. Paris 1980
- Launey, Michel : Introducción a la lengua y a la literatura Náhuatl. UNAM, México 1992
- León-Portilla, Ascensión H. de : Tepuztlahcuilolli, Impresos en Nahuatl: Historia y Bibliografia. Vol. 1-2. México 1988
- León-Portilla, Miguel : Literaturas Indígenas de México. Madrid 1992
- Lockhart, James (ed): We people here. Nahuatl Accounts of the conquest of Mexico. Los Angeles 1993
- Molina, Fray Alonso de: Vocabulario en Lengua Castellana y Mexicana y Mexicana y Castellana . [1555] Reprint: Porrúa México 1992
- Olmos, Fray Andrés de: Arte de la lengua mexicana concluído en el convento de San Andrés de Ueytlalpan, en la provincia de Totonacapan que es en la Nueva España. [1547] Reprint: México 1993
- Rincón, Antonio del : Arte mexicana compuesta por el padre Antonio del Rincón. [1595] Reprint: México 1885
- Sahagún, Fray Bernardino de (1499-1590): Florentine Codex. General History of the Things of New Spain (Historia General de las Cosas de la Nueva España). Eds Charles Dibble/Arthr Anderson, vol I-XII Santa Fe 1950-71
- Siméon, Rémi: Dictionnaire de la Langue Nahuatl ou Mexicaine. [Paris 1885] Reprint: Graz 1963
- Siméon, Rémi: Diccionario dße la Lengua Nahuatl o Mexicana. [Paris 1885] Reprint: México 2001
- Sullivan, Thelma D. : Compendium of Nahuatl Grammar. Salt Lake City 1988
- The Nahua Newsletter: edited by the Center for Latin American and Caribbean Studies of the Indiana University (Chief Editor Alan Sandstrom)
- Estudios de Cultura Nahuatl: special interest-yearbook of the Instituto de Investigaciones Historicas (IIH) of the Universidad Autonoma de México (UNAM), Ed.: Miguel Leon Portilla

#### 语法部分
Andrews, J. Richard.  revised. Norman: University of Oklahoma Press. 2003. ISBN 978-0-8061-3452-9.
Carochi, Horacio. Lockhart, James (ed. and trans.) , 编. . Stanford, CA: Stanford University Press. 2001 [1645]. ISBN 0-8047-4281-2.
Garibay K., Ángel María. . México D.F. 1953. （西班牙文） （纳瓦特尔文）
Karttunen, Frances. . Norman: University of Oklahoma Press. 1992.
Launey, Michel. . Paris. 1980. （法文） （纳瓦特尔文）
Launey, Michel. . México D.F.: UNAM. 1992. （西班牙文） （纳瓦特尔文）
Lockhart, James. . Stanford, CA: Stanford University Press. 2001. ISBN 0-8047-4282-0.
Molina, Alonso de.  Reprint. México D.F.: Porrúa. 1992 [1571].
Olmos, Andrés de.  Reprint. México D.F. 1993 [1547].
Rincón, Antonio del.  Reprint. México D.F. 1885 [1595].
Sahagún, Bernardino de. Charles Dibble and Arthur Anderson (eds.) , 编. . vols I-XII. Santa Fe, NM. 1950–71.